# Hradiště (Brdy)
Hradiště je pátá nejvyšší hora v Brdské vrchovině v okrsku Třemošenské vrchoviny. Do 31. prosince 2015 ležela ve vojenském újezdu Brdy, nyní se nachází v Chráněné krajinné oblasti Brdy.
Leží na hlavním hřebeni Brd mezi vrchy Brdce (840 m) na severovýchodě a Malý Tok (844 m) na jihu. Uzavírá Lázské údolí, kde v jeho svazích pramení ve výši 765 m řeka Litavka, západní svahy se poměrně prudce sklánějí do Třítrubeckého údolí.
Těsně pod vrcholem se rozkládá nevelké, ale romantické balvanové moře, které je někdy mylně pokládáno za zbytky prehistorického osídlení (hradiště). Patrně se však jedná o naprosto přirozenou soliflukční plošinu (naopak nedaleká Zavírka podle všeho byla v prehistorické době přinejmenším krátkodobě osídlena).
Exponovaná poloha vrchu je důvodem jedněch z nejdrsnějších klimatických podmínek v Brdech. Vrch sám není příliš výrazný. Nejjednodušší přístup je od obce Láz přes Skelnou Huť, případně z tzv. Borského sedla. Nedaleko vrcholu se nachází tzv. Bouda U břízy - stavba určená k ochraně lesního personálu před pytláky.
Vzhledem k neexistenci turistického značení patří vrch Hradiště k nejméně navštěvovaným horám Brd.[zdroj?] Přestože nabízí velmi zajímavé scenérie, nelze odtud počítat s výhledy do okolní krajiny.

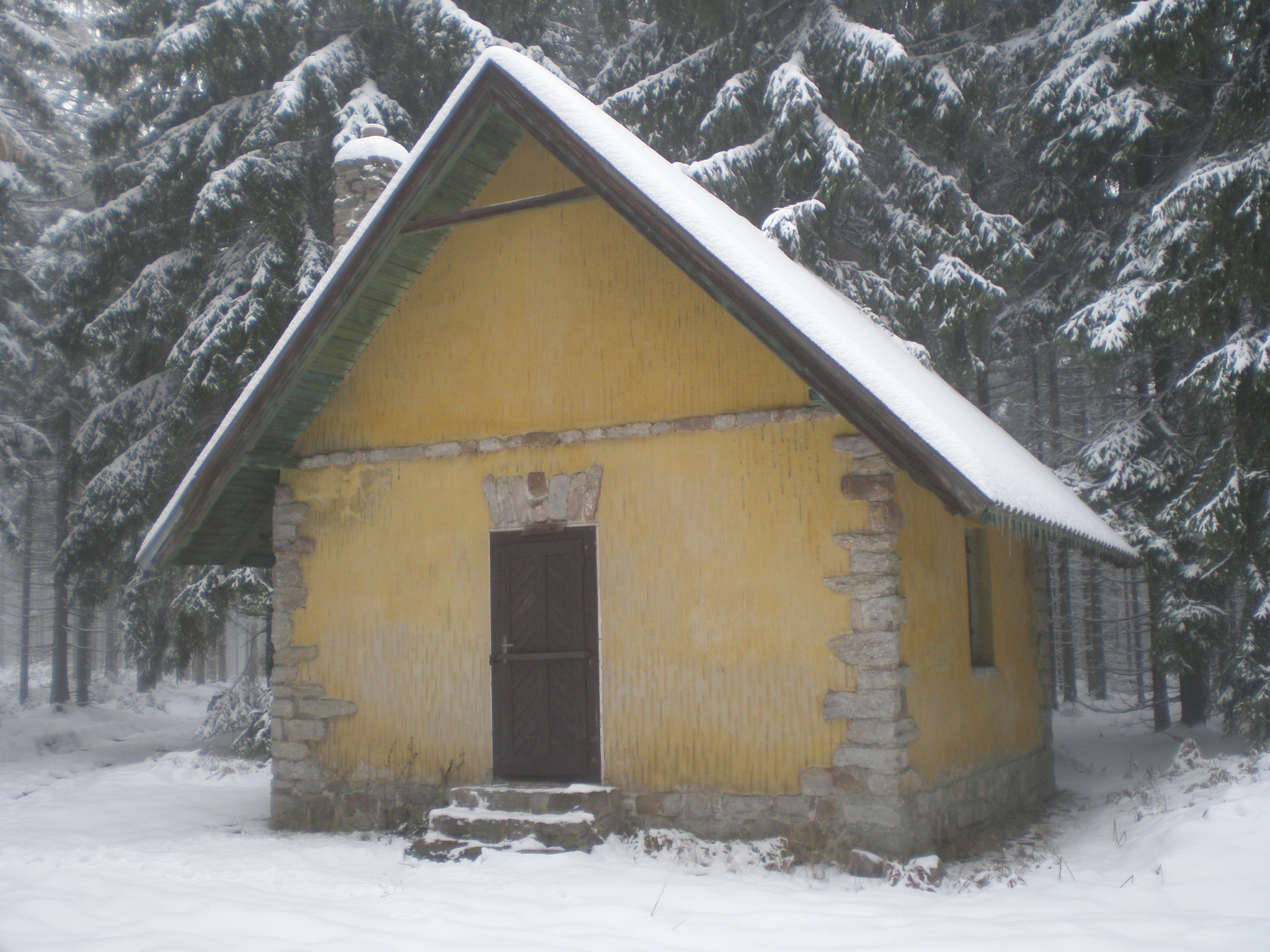
Bouda U Břízy